# 上田春佳
上田春佳（うえだ はるか，1988年4月27日—），日本女子游泳运动员。東京都出生，畢業於武蔵野中学校及武蔵野高校，現就讀於日本大学。

## 生涯
2010年，上田代表日本參加廣州亞運會游泳比賽的女子100米自由泳、200米自由泳、4×100米混合泳接力、4×100米自由泳接力及4×200米自由泳接力比賽，奪得三銀一銅的佳績。
2012年，上田代表日本出戰英國倫敦舉行的奥林匹克运动会游泳比賽女子100米自由泳、4×100米自由泳接力、4×200米自由泳接力及4×100米混合泳接力賽事，結果在4×100米混合泳接力奪得銅牌。